# 5α-双氢诺龙
5α-双氢诺龙（英語：5α-Dihydronandrolone，缩写5α-DHN、DHN）也被称为5α-双氢-19-去甲睾酮（5α-dihydro-19-nortestosterone）或5α-雌烷-17β-醇-3-酮（5α-estran-17β-ol-3-one）是一种天然同化類固醇（AAS）和诺龙（19-去甲睾酮）的5α還原衍生物，和5α還原酶催化睾酮生成5α-双氢睾酮（DHT）类似，5α還原酶也可催化19-去甲睾酮生成5α-双氢诺龙。